# Tbeti (Kurta)
Tbeti (en georgiano: ტბეთი) o Tbet (en osetio: Тъбет) es un pueblo que pertenece a la parcialmente reconocida República de Osetia del Sur, parte del distrito de Tsjinval, aunque de iure pertenece al municipio de Kurta de la región de Iberia Interior de Georgia.

## Geografía
Tbeti se encuentra en la llanura de Shida Kartli, a 2 km de Tsjinvali. La aldea se administra desde el pueblo de Jetagúrovi.  

## Historia
Tbeti es una de las antiguas aldeas de la histórica Iberia Interior, origen del apellido noble Tbeti. 
De 1922 a 1990, formó parte del distrito de Tsjinval del óblast autónomo de Osetia del Sur. De 1990 a 2006, formó parte del raión de Kareli y, desde 2006, forma parte del municipio de Kurta.  

## Demografía
La evolución demográfica de Tbeti entre 1939 y 2015 fue la siguiente:
| 465                                                      | 192 | 466 | 599 | 648 |
| (Fuente: Population of South Ossetia since Soviet times) |     |     |     |     |

Según el censo soviético de 1959, la mayoría de la población local eran osetios.

## Infraestructura

### Arquitectura, monumentos y lugares de interés
Se conservan las ruinas de una fortaleza, antigua residencia del duque de Tbeti, y una iglesia.  En el pueblo, a la salida de la carretera, se encuentra un complejo conmemorativo en honor a las víctimas de la guerra de 2008, el Museo de las Almas Quemadas.